# Montréal Mission

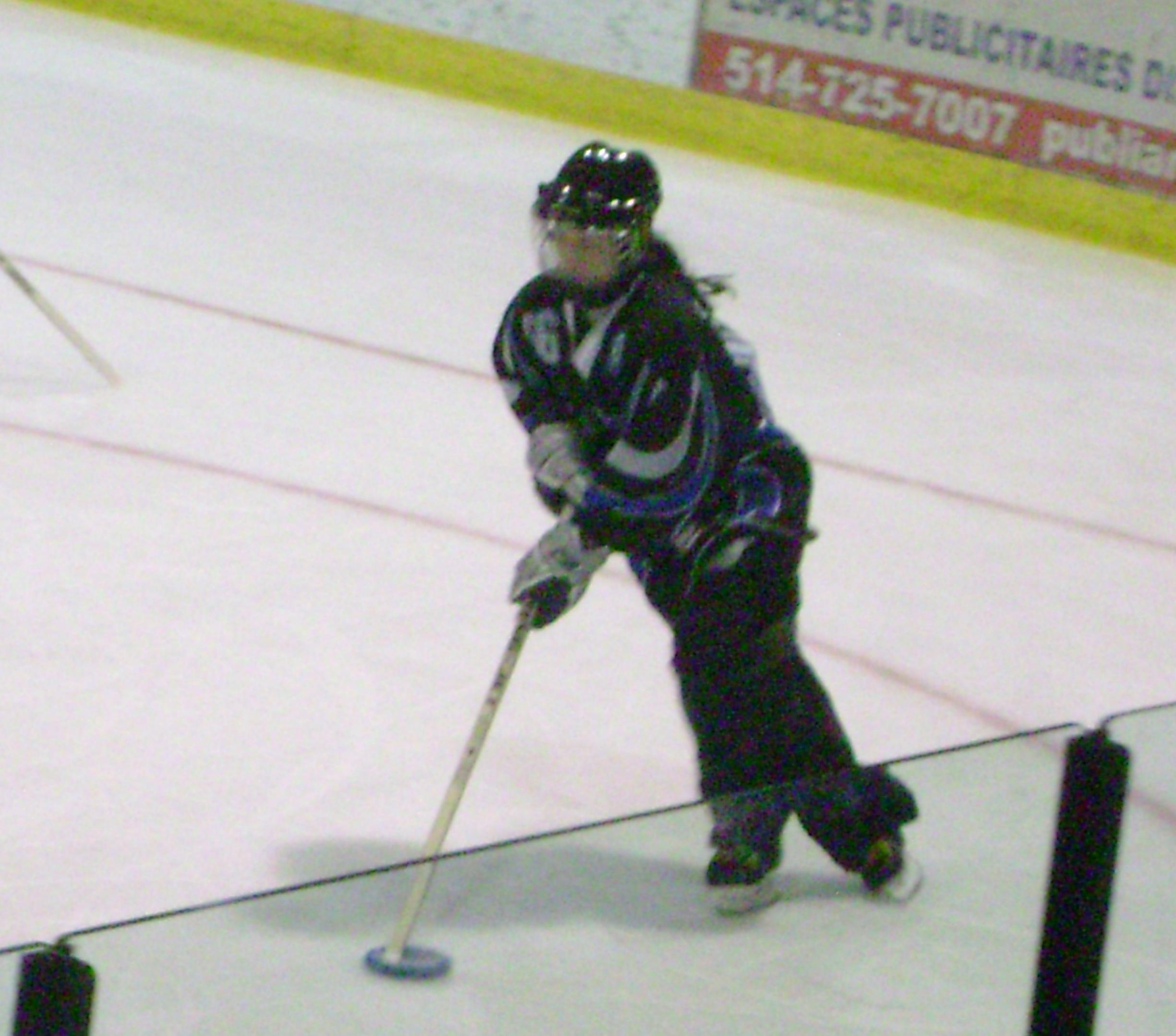
Stéphanie Séguin de Montréal Mission lors d'un match de la Ligue nationale de Ringuette

Le Montréal Mission est une équipe de ringuette de Montréal au Québec. L'équipe évolue dans la Ligue Nationale de Ringuette (LNR).

## Effectif 2010-2011
| Nat                    | No | Joueuse            | Pos. | Main | Âge | lieu de naissance |
| Drapeau du Québec      | 9  | Marie-Ève Demers   | A    | G    | 23  | Montreal, QC      |
| Drapeau du Québec      | 18 | Lynn Despiegelaere | A    | G    | 30  | Montreal, QC      |
| Drapeau du Québec      | 27 | Kim Aspirot        | A    | D    | 19  | Repentigny, QC    |
| Drapeau du Québec      | 55 | Mélanie Daraiche   | A    | D    | 33  | Vaudreuil, QC     |
| Drapeau du Québec      | 66 | Stéphanie Séguin   | A    | G    | 29  | St-Laurent, QC    |
| Drapeau du Québec      | 71 | Annie Daraiche     | A    | G    | 33  | Montreal, QC      |
| Drapeau du Québec      | 88 | Natalie St-Germain | A    | D    | 19  | Montréal, QC      |
| Drapeau des États-Unis | 93 | Catherine Cartier  | C    | G    | 33  | Montreal, QC      |
| Drapeau du Québec      | 96 | Annie-Pier Séguin  | A    | G    | 21  | Kirkland, QC      |
| Drapeau du Québec      | 99 | Julie Blanchette   | C    | G    | 33  | Montreal, QC      |
| Drapeau du Québec      | 17 | Karine Dubé-Rochon | D    | G    | 21  | Rive-Sud, QC      |
| Drapeau du Québec      | 47 | Véronike Dufort    | D    | D    | 20  | Ste-Catherine, QC |
| Drapeau du Québec      | 77 | Kassy Chhim        | D    | G    | 33  | Boucherville, QC  |
| Drapeau du Québec      | 79 | Karine Séguin      | D    | D    | 31  | St-Laurent, QC    |
| Drapeau du Québec      | 87 | Édith King         | D    | G    | 25  | Repentigny, QC    |
| Drapeau du Québec      | 31 | Kathleen Perreault | G    | D    | 20  | Montreal, QC      |
| Drapeau du Québec      | 33 | Claudia Jetté      | G    | D    | 33  | St-Laurent, QC    |

## Classement de Montréal Mission dans la LNR
| Saison    | Matchs | Victoires | Défaites | Défaites en prolongation | Points | Buts produits | Buts encaissés | Rang LNR |
| 2010-2011 | 22     | 19        | 3        | 0                        | 38     | 193           | 87             | 2        |
| 2009-2010 | 31     | 27        | 2        | 2                        | 56     | 241           | 100            | 2        |
| 2008-2009 | 31     | 29        | 1        | 1                        | 59     | 254           | 96             | 1        |
| 2007-2008 | 29     | 13        | 15       | 0                        | 27     | 144           | 162            | 8        |

Depuis plusieurs années, la meilleure équipe au Québec est celle du Montréal Mission. Par contre, l'équipe termine au deuxième rang dans la Conférence de l'est de la LNR derrière une équipe de l’Ontario, les Turbos de Cambridge et ce depuis deux saisons: 2010-11 et 2009-10. En 2008-09, Montréal Mission termine sa saison en tête du classement de la Conférence de l'est avec deux points de plus que les Turbos de Cambridge.

## Meilleure pointeuse de l'équipe
| Saison    | joueuse           | Matchs joués | Buts | Passes | Points | Rang des pointeuses LNR   |
| 2010-2011 | Julie Blanchette  | 31           | 61   | 80     | 141    | 1 (meilleure de la ligue) |
| 2009-2010 | Catherine Cartier | 31           | 77   | 45     | 122    | 1 (meilleure de la ligue) |
| 2008-2009 | Julie Blanchette  | 31           | 54   | 80     | 134    | 2                         |
| 2007-2008 | Catherine Cartier | 30           | 111  | 44     | 155    | 1 (meilleure de la ligue) |

En 2010-11, deux joueuses du Montréal Mission ont dominé le classement des meilleures pointeuses de la ligue avec 141 points pour Julie Blanchette (1re) et 132 points pour Catherine Cartier (2e). En 2009-2010 ces deux mêmes joueuses ont dominé le classement des pointeuses de la LNR avec 122 points pour Cartier (1re), 110 points pour Blanchette (2e) et en prime 83 points pour Stéphanie Séguin (4e).

## Participation aux Championnats du monde
Les championnats du monde de ringuette se produisent une fois aux trois ans. Plusieurs joueuses du Montréal Mission ont pu y représenter leur pays d'origine.
| Année | joueuse                                                                                  |
| 2010  | Julie Blanchette , Stéphanie Séguin , Catherine Cartier                                  |
| 2007  | Julie Blanchette , Stéphanie Séguin , Claudia Jetté , Melanie Thomas , Catherine Cartier |
| 2004  | Julie Blanchette , Stéphanie Séguin , Melanie Thomas                                     |